# Antiguo Estadio Nacional del Perú
El Antiguo Estadio Nacional del Perú, también conocido como Estadio Guadalupe, fue un estadio de fútbol ubicado en Lima, Perú. Operó desde 1897 hasta 1951. En 1921, fue renombrado como Estadio Nacional ya que se constituyó como el principal escenario deportivo para la práctica del fútbol en Perú. Y en 1951 se derrumbó para construir el actual diseño del Estadio Nacional del Perú.

## Historia
A fines del siglo XIX, cuando se iniciaba la práctica del fútbol en el Perú, existían en la ciudad de Lima solo dos terrenos sobre los que se podía practicar ese deporte. Uno de ellos ubicado en Lima, propiedad del Lima Cricket, y otro en Callao ubicado en la costa sur de esa provincia, zona conocida como Mar brava.
En 1896, el club Unión Cricket solicitó al Ayuntamiento de Lima la cesión de un terreno apto para la práctica deportiva, siéndoles adjudicado el 28 de marzo de ese año, el terreno que perteneció al fenecido Club de Tiro de Lima y ubicado en las cercanías del Parque de la Exposición en la zona conocida como fundo de Santa Beatriz y que hoy pertenece al distrito de Lima.

### Estadio Guadalupe
La inauguración oficial del recinto deportivo adecuado para la práctica del fútbol se dio el 18 de julio de 1897 bajo el nombre de Estadio Guadalupe. Así, este terreno se convirtió en el primer y principal escenario deportivo para la práctica exclusiva del fútbol que se creó en el país. En este escenario se jugaron los primeros campeonatos peruanos. No se sabe con exactitud cuándo fue que el terreno revirtió a favor del Estado Peruano.

### Estadio Nacional de Lima
Para 1921, la ciudad de Lima experimentó un proceso de embellecimiento impulsado principalmente por el presidente Augusto B. Leguía con motivo de la celebración del Centenario de la Independencia del Perú. Entre esas construcciones, hubo regalos de las principales colonias extranjeras que residían en el Perú. La colonia británica obsequió, así, la construcción y ampliación del estadio sobre el mismo terreno que antes ocupaba el Estadio Guadalupe: a ese nuevo recinto se le bautizó como Stadium o Estadio Nacional de Lima. El Comité Británico del Centenario estuvo presidido por el general Archibald Cooper e integrado por los señores P. L. Bachelor, N. Xison, Malcolm Grant y Robert Wakeham; este último era, en ese tiempo, el comandante general del Cuerpo de Bomberos.
El planteamiento inicial contemplaba la construcción de un gran complejo deportivo y por ello su construcción demoró varios años. El Nacional contaba con una tribuna preferencial de madera y algunos palcos laterales a nivel del piso, lo que lo convertía en un estadio de estilo simple. Contaba además con una cancha auxiliar sin tribunas. Además, el complejo deportivo contaba con una piscina olímpica donada por la colonia japonesa en 1955.

### Primer partido de la Selección nacional
El 1 de noviembre de 1927, en el marco del Campeonato Sudamericano 1927, este recinto recibió al primer partido jugado por una Selección peruana de fútbol, enfrentando al combinado uruguayo que venía de ser campeón olímpico de ese deporte. Ese día ganó Uruguay por 4 a 0 pero marcó el inicio del Estadio Nacional como única sede de la selección peruana. Doce días después de ese encuentro, el 13 de noviembre de 1927 el estadio presenció el primer gol anotado por una selección peruana en el encuentro frente a la selección de fútbol de Bolivia. Perú ganaría dicho encuentro por el marcador de 3-2.

### Reformas posteriores
El Estadio Nacional fue contando con ampliaciones y construcción de las demás tribunas, todas de madera. Ya para ese entonces era el principal campo de juego de los equipos más populares del país, Alianza Lima y Universitario, en una época en que el fútbol llegó a consolidarse como el deporte más popular del país.
En 1951, durante el gobierno del presidente Manuel A. Odría, el Estadio Nacional de Lima fue cerrado y derruido para dar paso a la construcción del actual Estadio Nacional. sus tribunas de madera fueron destinadas a otros escenarios deportivos, principalmente en el interior del país como también al Estadio Lolo Fernández del club Universitario de Deportes. Este estadio quedó en la memoria de la afición futbolística con el apelativo de Antiguo Estadio Nacional.

## Principales eventos
En el antiguo Estadio Nacional se jugaron los Campeonatos Sudamericanos de 1927, 1935 y 1939. En este último, Perú ganó su primer Campeonato Sudamericano.
También se realizaron los II Juegos Bolivarianos en donde Perú ganaría su segunda medalla de oro en fútbol. Además, Perú quedaría primero en el medallero general con 160 medallas (65 de oro, 52 de plata y 43 de bronce —ganando más medallas de oro, plata y bronce 
que los otros países participantes—).